# Yūki Kadono
Yūki Kadono (角野 友基?, Kadono Yūki; Miki, 18 maggio 1996) è un ex snowboarder giapponese.

## Biografia
In Coppa del Mondo di snowboard ha esordito il 11 gennaio 2013 a Copper Mountain (14º) e ha ottenuto la prima vittoria, nonché primo podio, il 26 marzo successivo a Sierra Nevada. Al termine di quella stagione ha conquistato la Coppa del Mondo di slopestyle.
In carriera ha preso parte a un'edizione dei Giochi olimpici invernali, Soči 2014 (8º nello slopestyle).

## Palmarès

### Coppa del Mondo
- Vincitore della Coppa del Mondo di slopestyle nel 2013
- Miglior piazzamento nella Coppa del Mondo generale di freestyle: 12° nel 2013
- 2 podi:
  - 1 vittoria
  - 1 secondo posto

#### Coppa del Mondo - vittorie
| Data          | Luogo         | Paese  | Disciplina |
| ------------- | ------------- | ------ | ---------- |
| 26 marzo 2013 | Sierra Nevada | Spagna | SBS        |

Legenda:

SBS = Slopestyle

### Campionati giapponesi
- 2 medaglie:
  - 2 ori (slopestyle nel 2014 e nel 2015)